# Сент-Альбан-Лейсс
Сент-Альба́н-Лейсс (фр. Saint-Alban-Leysse) — муніципалітет у Франції, у регіоні Овернь-Рона-Альпи, департамент Савоя. Населення — 6429 осіб (01.01.2021).
Муніципалітет розташований на відстані близько 460 км на південний схід від Парижа, 90 км на схід від Ліона, 4 км на схід від Шамбері.

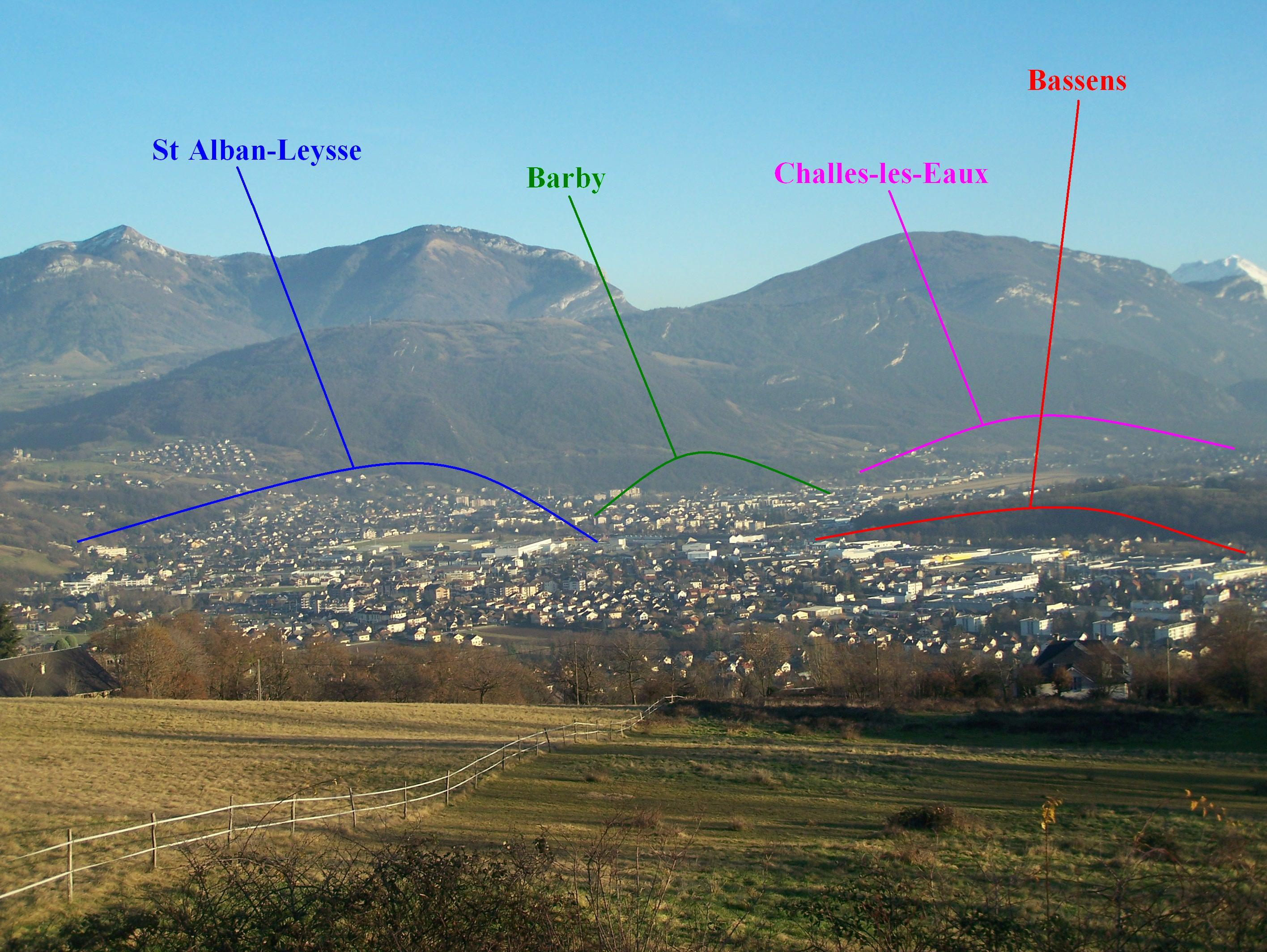

## Історія
До 2015 року муніципалітет перебував у складі регіону Рона-Альпи. Від 1 січня 2016 року належить до нового об'єднаного регіону Овернь-Рона-Альпи.

## Демографія
Динаміка населення (Ehess і INSEE ):
Розподіл населення за віком та статтю (2006):
| Стать | Всього | До 15 років | 15-24 | 25-44 | 45-64 | 65-85 | Понад 85 |
| --- | ------ | ----------- | ----- | ----- | ----- | ----- | -------- |
| Чоловіки | 2731   | 632         | 354   | 747   | 662   | 306   | 30       |
| Жінки | 2749   | 530         | 299   | 767   | 686   | 450   | 17       |
| \| Статево-вікова піраміда \| Статево-вікова піраміда \| Статево-вікова піраміда \| \| ----------------------- \| ----------------------- \| ----------------------- \| \| Чоловіки \| Вік \| Жінки \| \| 30 \| 85 + \| 17 \| \| 37 \| 80-84 \| 50 \| \| 75 \| 75-79 \| 83 \| \| 66 \| 70-74 \| 134 \| \| 128 \| 65-69 \| 183 \| \| 162 \| 60-64 \| 145 \| \| 115 \| 55-59 \| 137 \| \| 155 \| 50-54 \| 173 \| \| 230 \| 45-49 \| 231 \| \| 213 \| 40-44 \| 246 \| \| 202 \| 35-39 \| 225 \| \| 200 \| 30-34 \| 165 \| \| 132 \| 25-29 \| 131 \| \| 130 \| 20-24 \| 151 \| \| 224 \| 15-20 \| 148 \| \| 250 \| 10-14 \| 171 \| \| 230 \| 5-9 \| 211 \| \| 152 \| 0-4 \| 148 \| |        |             |       |       |       |       |          |
| Статево-вікова піраміда |        |             |       |       |       |       |          |
| Чоловіки | Вік    | Жінки       |       |       |       |       |          |
| 30 | 85 +   | 17          |       |       |       |       |          |
| 37 | 80-84  | 50          |       |       |       |       |          |
| 75 | 75-79  | 83          |       |       |       |       |          |
| 66 | 70-74  | 134         |       |       |       |       |          |
| 128 | 65-69  | 183         |       |       |       |       |          |
| 162 | 60-64  | 145         |       |       |       |       |          |
| 115 | 55-59  | 137         |       |       |       |       |          |
| 155 | 50-54  | 173         |       |       |       |       |          |
| 230 | 45-49  | 231         |       |       |       |       |          |
| 213 | 40-44  | 246         |       |       |       |       |          |
| 202 | 35-39  | 225         |       |       |       |       |          |
| 200 | 30-34  | 165         |       |       |       |       |          |
| 132 | 25-29  | 131         |       |       |       |       |          |
| 130 | 20-24  | 151         |       |       |       |       |          |
| 224 | 15-20  | 148         |       |       |       |       |          |
| 250 | 10-14  | 171         |       |       |       |       |          |
| 230 | 5-9    | 211         |       |       |       |       |          |
| 152 | 0-4    | 148         |       |       |       |       |          |

## Економіка
2010 року серед 3776 осіб працездатного віку (15—64 років) 2833 були активними, 943 — неактивними (показник активності 75,0%, у 1999 році було 70,7%). З 2833 активних мешканців працювало 2627 осіб (1338 чоловіків та 1289 жінок), безробітними було 206 (93 чоловіки та 113 жінок). Серед 943 неактивних 357 осіб було учнями чи студентами, 354 — пенсіонерами, 232 були неактивними з інших причин.

У 2010 році в муніципалітеті числилось 2413 оподаткованих домогосподарств, у яких проживали 5793,5 особи, медіана доходів виносила 22 659 євро на одного особоспоживача

## Пам'ятки

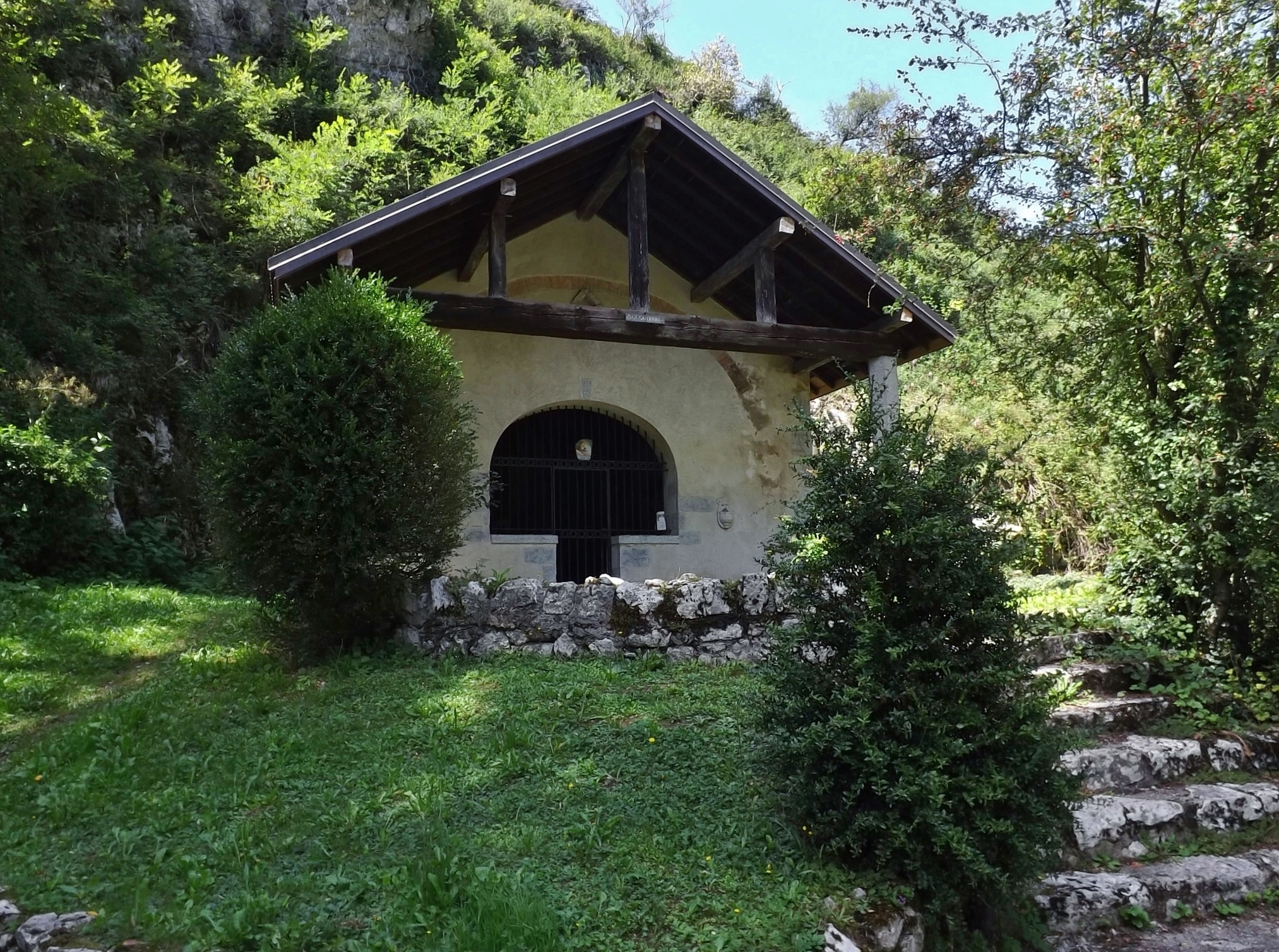
Каплиця Святого Сатурніна

- Каплиця Святого Сатурніна (фр. Chapelle de Saint-Saturnin)

Згідно з легендою, в III столітті папа римський Фабіан відправив Сатурніна проповідувати Євангеліє в Галлії. В ущелині, де зараз розташована каплиця, Сатурнін, перший єпископ Тулузи, змусив текти воду зі скелі. Після його мученицької смерті там збудовано каплицю. Дані розкопок доводять, що римляни використовували це джерело..
Каплиця є місцем паломництва від перших століть нашої ери, особливо для хворих подагрою. У записах про візит єпископа до комуни 1340 року знайшли підтвердження існування каплиці у XIV столітті. 1971 року будівля була в поганому стані, і її повністю перебудували.